# Ramón Martínez
Ramón Martínez (1 de março de 1979) é actor português.
Em Lisboa, frequentou o curso de formação de actores na ACT (onde formou-se em 2002) e, em Madrid, frequentou o curso de entretenimento técnico no Estúdio Internacional del Actor Juan Carlos Corazza. Seu primeiro trabalho foi em cinema com o filme Noite Escura de João Canijo em 2004 no mesmo ano em que se estreou em televisão com a série Só Gosto De Ti. Trabalhou no filme Até Onde? de Carlos Barros.

## Trabalhos

### Cinema
- A Lei dos Outros (2006)
- La Noche de los girasoles (2006)
- The Other Half (2006)
- Realidade - Revelação ou Receio? (2005)
- O Quinto Império - Ontem Como Hoje (2004)
- Noite Escura (2004)
- Maria E as Outras (2004)

### Televisão
- Conta-me como Foi (2007)
- Ana e os Sete (2003)
- Só Gosto De Ti (2004)

### Teatro
- 1755 O Grande Terramoto de Jorge Fraga. (2006)